# Rincón de los Reyes
Rincón de los Reyes är en ort i Mexiko.   Den ligger i kommunen Quimixtlán och delstaten Puebla, i den sydöstra delen av landet, 210 km öster om huvudstaden Mexico City. Rincón de los Reyes ligger 2 399 meter över havet och antalet invånare är 1 067.
Terrängen runt Rincón de los Reyes är kuperad åt nordost, men åt sydväst är den bergig. Terrängen runt Rincón de los Reyes sluttar österut. Runt Rincón de los Reyes är det ganska glesbefolkat, med 36 invånare per kvadratkilometer. Närmaste större samhälle är Rafael J. García, 7,0 km norr om Rincón de los Reyes. I omgivningarna runt Rincón de los Reyes växer i huvudsak blandskog.